# Kordié (département)

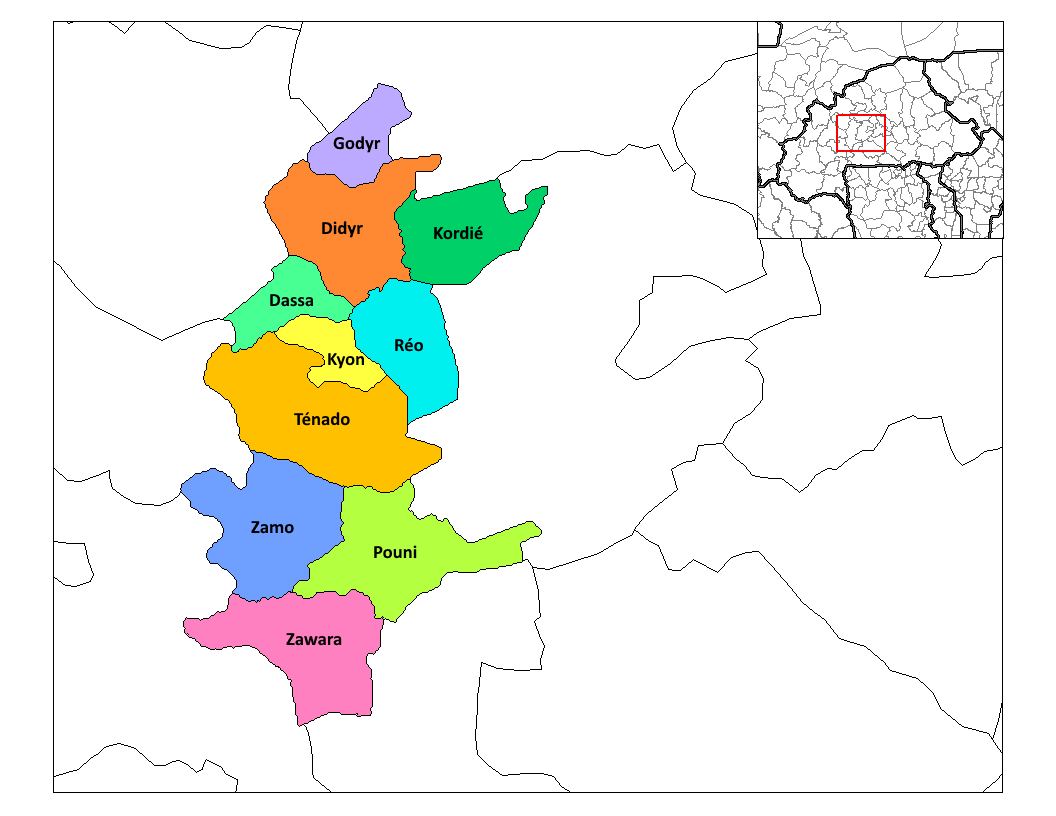
Localisation de la province de Sanguié

Kordié est un département du Burkina Faso située dans la province de Sanguié et dans la région Centre-Ouest.
En 2006 le dernier recensement comptabilise 18 124 habitants

## Villes
Le département se compose d'un chef-lieu:
- Kordié

et de 15 villages:
| - Bantolé - Biho - Danié - Diana - Diou | - Kanono - Kiro - Lapou - Ninion - Oualguirga | - Pelcia - Pelé - Percoa - Poré - Vivio |